# 朱砂湖
朱砂湖（Vermilion Lakes）是加拿大洛磯山脈艾伯塔省班夫以西的三個湖泊的統稱。
朱砂湖于班夫国家公园的弓河谷地內形成，它们位于加拿大橫貫公路和加拿大太平洋铁路之间。

## 历史
人类在10,800年前就在湖泊周圍活動。加拿大公园局的Daryl Fedje曾对湖泊周圍的人類遗址进行挖掘，发现了营地和黑曜岩工具的遗迹。